# Camargo (Illinois)
Pour les articles homonymes, voir Camargo.
Camargo est un village du comté de Douglas dans l'Illinois, aux États-Unis,. Le village est incorporé le 23 mai 1904. Camargo est situé au sud de Villa Grove à l'intersection de l'Illinois Route 130 (en) et de l'U.S. Route 36 (en).

## Démographie
Lors du recensement de 2010, le village comptait une population de 445 habitants. Elle est estimée, en 2016, à 444 habitants.

## Source de la traduction
- (en) Cet article est partiellement ou en totalité issu de l’article de Wikipédia en anglais intitulé « Camargo, Illinois » (voir la liste des auteurs).